# Wartislaw IV van Pommeren
Wartislaw IV of Vartislav IV (ca. 1290 — Stralsund, 1 augustus 1326) was van 1309 tot zijn dood hertog van het hertogdom Pommeren. Hij was de enige zoon van de hertog Bogislaw IV en diens echtgenote Margaretha van Rügen, een dochter van prins Wizlaw II van Rügen. 

Wartislaw had vier zussen, Jutta, Elisabeth, Margareta en Euphemia.
Wartislaw trouwde met Elisabeth, een dochter van graaf Ulrich I van Lindow-Ruppin. Samen kregen ze drie zoons:
- Bogislaw V
- Barnim IV
- Vartislaw V